# Hermidita
Hermidita (eredeti nevén Manuel Hermida Losada) (Gondomar, 1924. november 24. – Vigo, 2005. szeptember 17.) spanyol labdarúgó. 110 góljával a Celta Vigo legeredményesebb játékosa volt az 1950-es években.

## Életpályája
Pályáját szülővárosának csapatában, a Gondomarban kezdte 1944-ben. Legfontosabb éveit a Celta Vigónál töltötte, ahol 110 gólt ért el. Pályája végén a Córdoba CF-nél játszott 1958-ig.

## Fordítás
- Ez a szócikk részben vagy egészben  a   Hermidita című spanyol Wikipédia-szócikk fordításán alapul.  Az eredeti cikk szerkesztőit annak laptörténete sorolja fel. Ez a jelzés csupán a megfogalmazás eredetét és a szerzői jogokat jelzi, nem szolgál a cikkben szereplő információk forrásmegjelöléseként.